# Bulbophyllum albociliatum
Bulbophyllum albociliatum é uma espécie de orquídea (família Orchidaceae) pertencente ao gênero Bulbophyllum. Foi descrita por Tang S.Liu e H.Y.Su em 1973.